# Okręg Dielsdorf
Dielsdorf (niem. Bezirk Dielsdorf) – okręg w północnej Szwajcarii, w kantonie Zurych. Siedziba administracyjna okręgu znajduje się w miejscowości Dielsdorf. 

## Podział administracyjny
Okręg składa się z 22 gmin (Politische Gemeinde) o powierzchni 152,85 km² i o liczbie mieszkańców 93 038.
Gminy:
1. Bachs
2. Boppelsen
3. Buchs
4. Dällikon
5. Dänikon
6. Dielsdorf
7. Hüttikon
8. Neerach
9. Niederglatt
10. Niederhasli
11. Niederweningen
12. Oberglatt
13. Oberweningen
14. Otelfingen
15. Regensberg
16. Regensdorf
17. Rümlang
18. Schleinikon
19. Schöfflisdorf
20. Stadel bei Niederglatt
21. Steinmaur
22. Weiach